# Odzi (Stadt)
Odzi ist eine Bergbaustadt in der Provinz Manicaland in Simbabwe mit etwa 3438 Einwohnern (2012).

## Geografie
Sie ist 22 km westlich der Stadt Mutare im östlichen Hochland auf rund 1000 m Höhe gelegen. In ihrem Umland liegen fruchtbare Felder. Odzi liegt im Distrikt Mutasa am Fluss Odzi. Die Stadt befindet sich an der Bahnlinie von Harare nach Beira.